# Jødekristen
Jødekristne betegner enten alle kristne
som af fødsel er jøder, eller sådanne, som
tilstræber at forene jødedom og kristendom. I
mange tilfælde falder de to grupper dog
sammen, da det ligger i sagens natur, at når
jøder antog kristendommen, måtte de være
tilbøjelige til at føre så meget som muligt af
deres gamle religion med over i den nye.
Moseloven
Det drejede sig særlig om de mange ceremonielle
bestemmelser i Moseloven og traditionen
(omskærelse, sabbatsoverholdelse, renheds- og
spiseforskrifter, se "Jakobsklausuler"), senere tillige om den jødiske
monoteisme, der blev hævdet så strengt, at der
ikke blev plads for Jesu guddom.
Stillingen til Moseloven blev meget hurtigt et brændende
spørgsmål inden for kirken. Jesu første
disciple og overhovedet den ældste menighed i
Palæstina overholdt den utvivlsomt som noget
selvfølgeligt; mén så snart kristendommen
var nået ud til hedninger, opstod problemet;
ville man over for disse fastholde kravet om
opfyldelse af ceremonialloven, kunne
kristendommen nemlig ikke vente at finde nogen
synderlig tilslutning uden for de fødte jøders
kreds, og det var da udelukket, at den kunne
blive nogen universalreligion.
Hedningekristne
Missionen blandt hedningerne medførte imidlertid rent spontant
den betragtning, at man ikke kunne pålægge
de hedningekristne lovens åg, og først og
fremmest apostlen Paulus udformede
opfattelsen teoretisk og forsvarede den over for de jødekristelige angreb.
Vi hører i Det Nye Testamente, at
spørgsmålet blev behandlet på
apostelkonventet i Jerusalem, og under hele sin
virksomhed måtte Paulus kæmpe mod
"judaistiske" dvs. jødekristelige modstandere, der
rundt omkring i de af ham stiftede menigheder
søgte at fremstille hans syn på Loven som
en forvanskning af den sande kristendom, en
svækkelse af dens moralske krav for at gøre
den mere tiltalende i menneskers øjne. Der
var vei nogle jøder, som for deres eget
vedkommende overholdt Moseloven, men mente, at
dette ikke var nødvendigt for de
hedningekristne; imidlertid viste dette standpunkt sig i
længden uholdbart i blandede menigheder, da
der således ikke kunne være tale om
bordfællesskab eller samkvem mellem de to grupper
af kristne; jøder blev jo nemlig urene ved
omgang med sådanne, som ikke overholdt
Loven. I den græsktalende verden tabte det
jødekristelige element derfor snart sin betydning,
men i Palæstina og Syrien holdt det sig
længere.
Jerusalems ødelæggelse
Omkring midten af 1. århundrede samlede de jøder
sig om Jakob ("Herrens bror").
Jerusalems ødelæggelse år 70 var imidlertid et
slemt slag for dem, skønt de fleste forinden
var udvandrede til Pella i Jordan, og Hadrians forbud
mod, at omskårne bosatte sig i Jerusalem,
fordrev dem ganske fra deres gamle hovedstad.
I den følgende tid svandt deres antal da også mere
og mere ind; omkring 200 eksisterede de kun
som små samfund (ebjonæere, nazaræere og lignende),
som fra kirkens side betragtedes som
kætterske. En del af jødekristendommen var
da faktisk også ligesom tidligere jødedommen
blevet revet med af den synkretistiske bevægelse,
man plejer at kalde gnosticismen, som
på Jesu tid og endnu tidligere rørte sig
meget kraftigt i Østjordanlandet, Samaria og
Syrien; pseudoklementinerne er vidnesbyrd
om en sådan gnostisk jødekristendom.